# Quartetto per archi n. 1 (Spohr)
Il Quartetto n. 1 op. 4 n. 1 in do maggiore di Louis Spohr è il primo dei 36 quartetti scritti dal compositore tedesco nell'arco di un periodo di oltre 50 anni. I due quartetti dell'opera 4 risalgono al periodo in cui il giovane Spohr era direttore musicale alla corte di Gotha ed aveva cominciato ad essere noto come grande virtuoso al violino. Entrambi i quartetti sono influenzati dallo stile musicale dei grandi maestri del periodo classico: Haydn, Mozart e Beethoven.

## Riferimenti
- Louis Spohr - The Complete String Quartets - Volume 3, Note per l'edizione discografica Marco Polo